# Du swipa höger
„Du swipa höger” – singel szwedzkiego piosenkarza Emila Berga.

## Notowania na listach przebojów
| Kraj    | Lista (2015)    | Najwyższa pozycja | Certyfikat |
| ------- | --------------- | ----------------- | ---------- |
| Szwecja | Top 100 Singles | 2                 | 2×platyna  |

## Teledysk
Tekstowy teledysk został wydany 14 czerwca 2015 roku. Teledysk do utworu wyreżyserowany przez Gustava Anderssona i Martina Hultgrena został wydany 15 lipca 2015 roku.